# 히라타 백화점
히라타 백화점(일본어: 平田百貨店 히라타햣카텐[*])은 일제강점기 조선의 경성에서 영업했던 일본 백화점이다. 일본제국 시기 조선 경성부의 5대 백화점 중 하나였다.

## 연혁

### 창업과 확장
히라타 백화점의 창업주인 히라다씨는 1908년 일본에서 대한제국으로 넘어와 와양잡화(和洋雑貨, 일본과 서양의 잡화)와 가구점을 개업했다. 1915년과 1922년 점포를 확장하고 1926년에는 혼마치거리(현 종로)에 접하고 있던 목조 2층건물을 점포로 개장했다. 매장 면적은 당시 다른 백화점들에 비하여 작지만, 혼마치(당시 종로)의 입구에 위치하여 입지가 좋았다. 당시 히라타 백화점은 일상용품과 식료품등을 대량으로 구입하여 저가로 판매하는, 오늘날의 '마트'와 비슷한 형태로 영업했다.

### 일본의 태평양 전쟁 패망 이후
1945년 일본이 태평양 전쟁에서 무조건 항복함에 따라 일본인이 소유한 히라타 백화점은 소유권을 잃고 소멸되었다. 이후 대한민국이 성립되고 히라타 백화점 건물은 1946년 2월 "서울만물전"이라는 건물로 바뀌었으나 1947년 3월 화재로 건물이 전소되었다. 이후 같은 자리에 1969년 "대연각빌딩"이 준공되었고, 다시 이름이 바뀌어 현재는 "고려대연각타워"라는 이름의 건물로 남아있다.

## 같이 보기
- 미나카이 백화점
- 쵸우지야 백화점
- 미쓰코시
- 화신백화점

## 참조
1. ↑  경성의 백화점과 식당 (京城の百貨店と食堂 (一松書院のブログ) アメーバブログ、2019年4月15日、2019年7月29日閲覧
2. ↑  경향신문 1947년 3월 19일자